# パロラ戦車博物館
パロラ戦車博物館はフィンランドの戦車博物館である。
正式名称はpanssari museo（戦車博物館）であり、パロラはあくまでも所在地である。パローラと呼ばれることもあるが現地の表現によると正確ではない。

## 概要
フィンランドで最大の収蔵数を誇る戦車博物館であり、高射砲や対戦車砲を除く、冬戦争から現在までにフィンランド国防軍が用いた現代兵器の殆どが収められている。BT-42やT-50など現存数の少ない車両も存在し、一部の火砲も展示品目になっている。また現役であるレオパルト2なども展示されている。冬戦争や継続戦争当時の兵舎や高射砲陣地なども再現されている他、塹壕を利用したカフェなども存在する。
退役軍人が中心のボランティア団体Panssarikilta（戦車協会）が運営をしており、入場料金は大人12ユーロ。
車両の多くは野外展示になっているが、屋内展示も存在し、屋内展示ホール二つと野外展示一つの3セクションで構成されている。
一般公開は基本的に毎日行っており、5月～9月が10:00～18:00まで、10月～4月は10:00～15:00までとなっている。クリスマスウィーク(12月23日～29日)と6月25日（フィンランド戦車隊創設日）は休館。
フィンランド陸軍の演習地が隣接している。
一部の展示品は野ざらしのため劣化が進んでいたが、クラウドファンディングにより調達した資金で屋根が設置された。

## 主な展示品

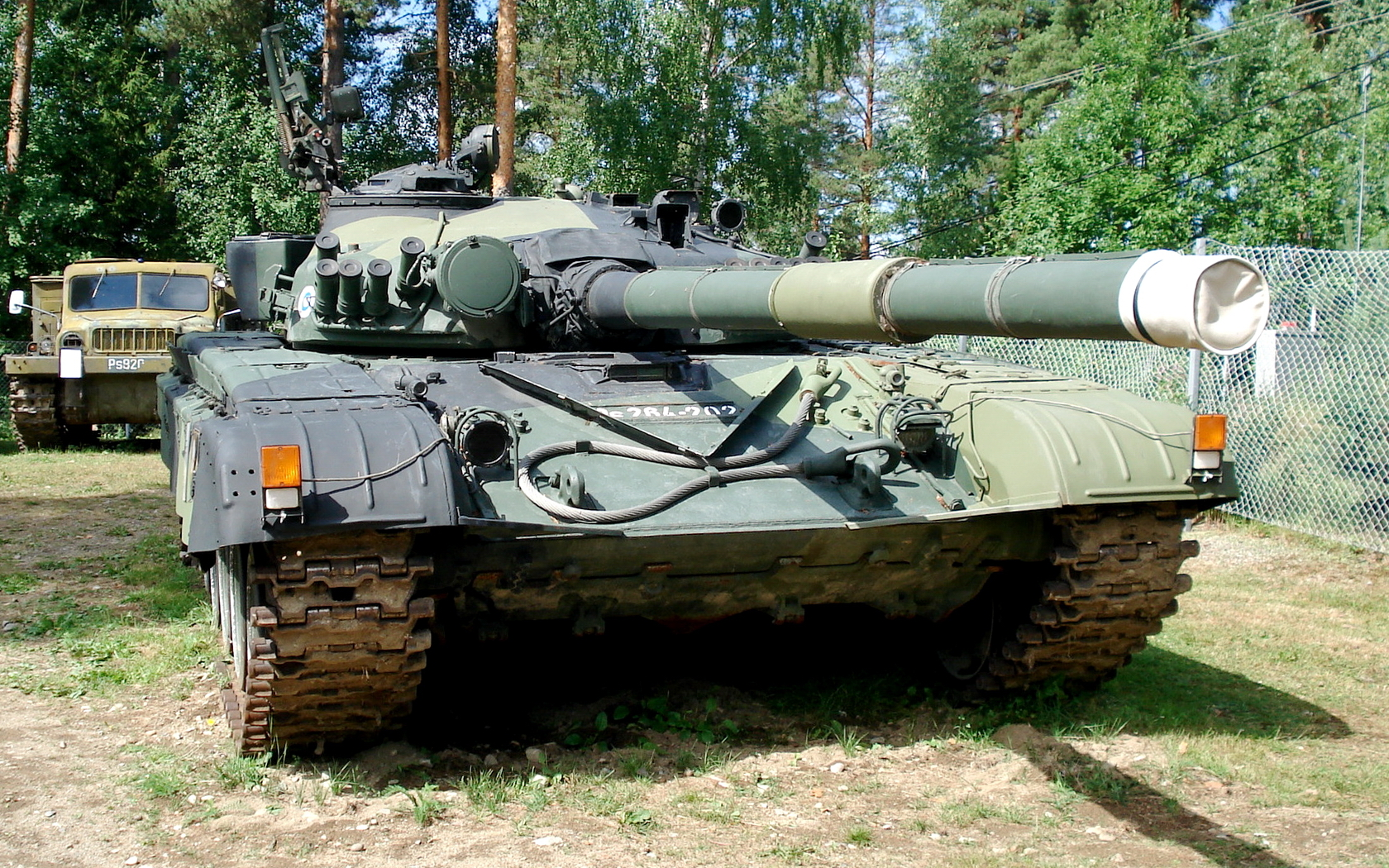
T-72

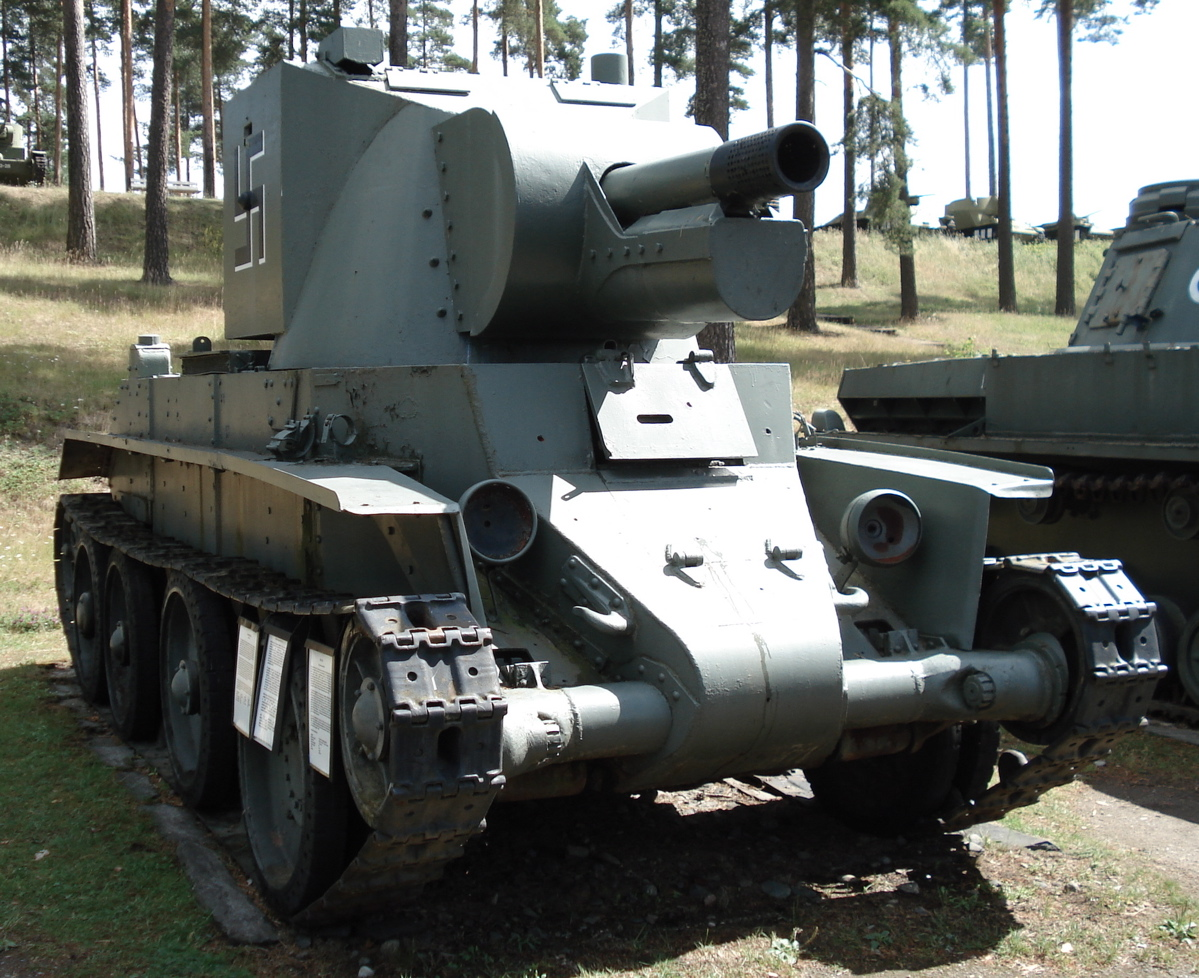
BT-42

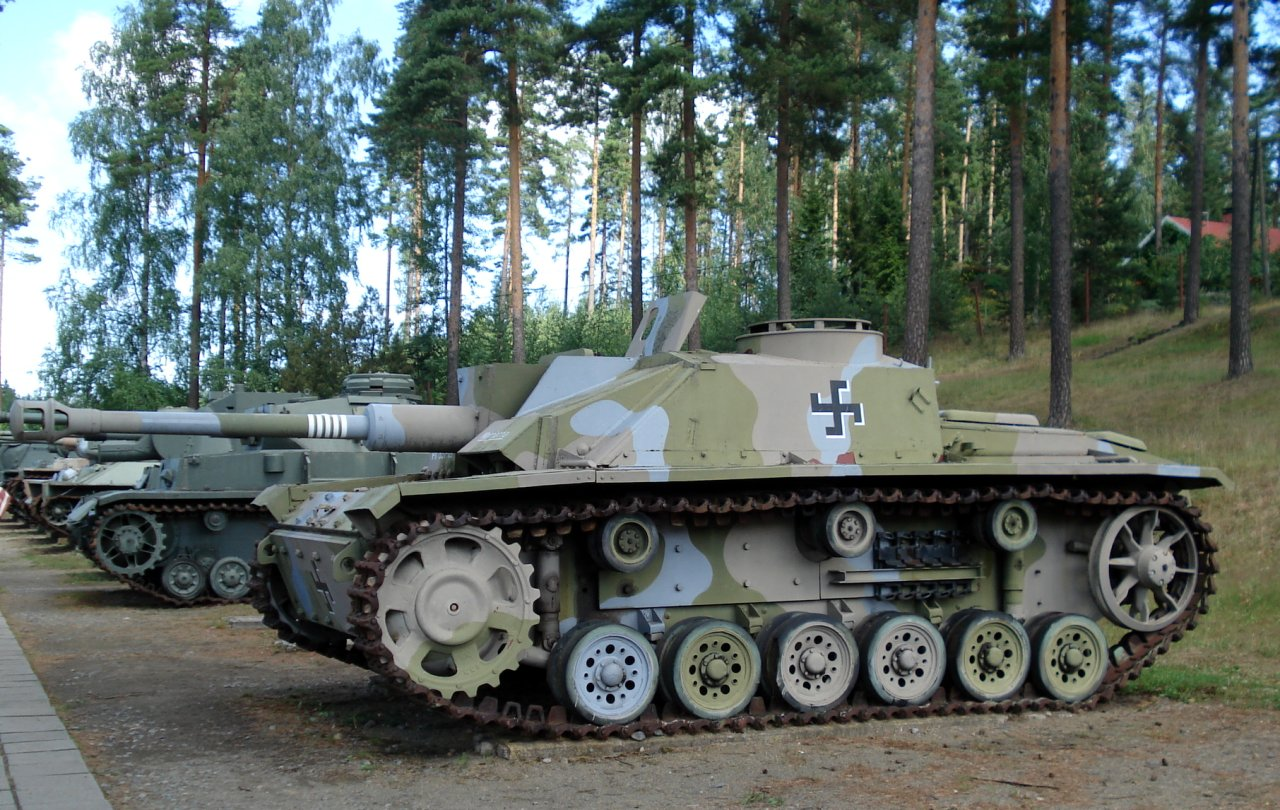
III号突撃砲

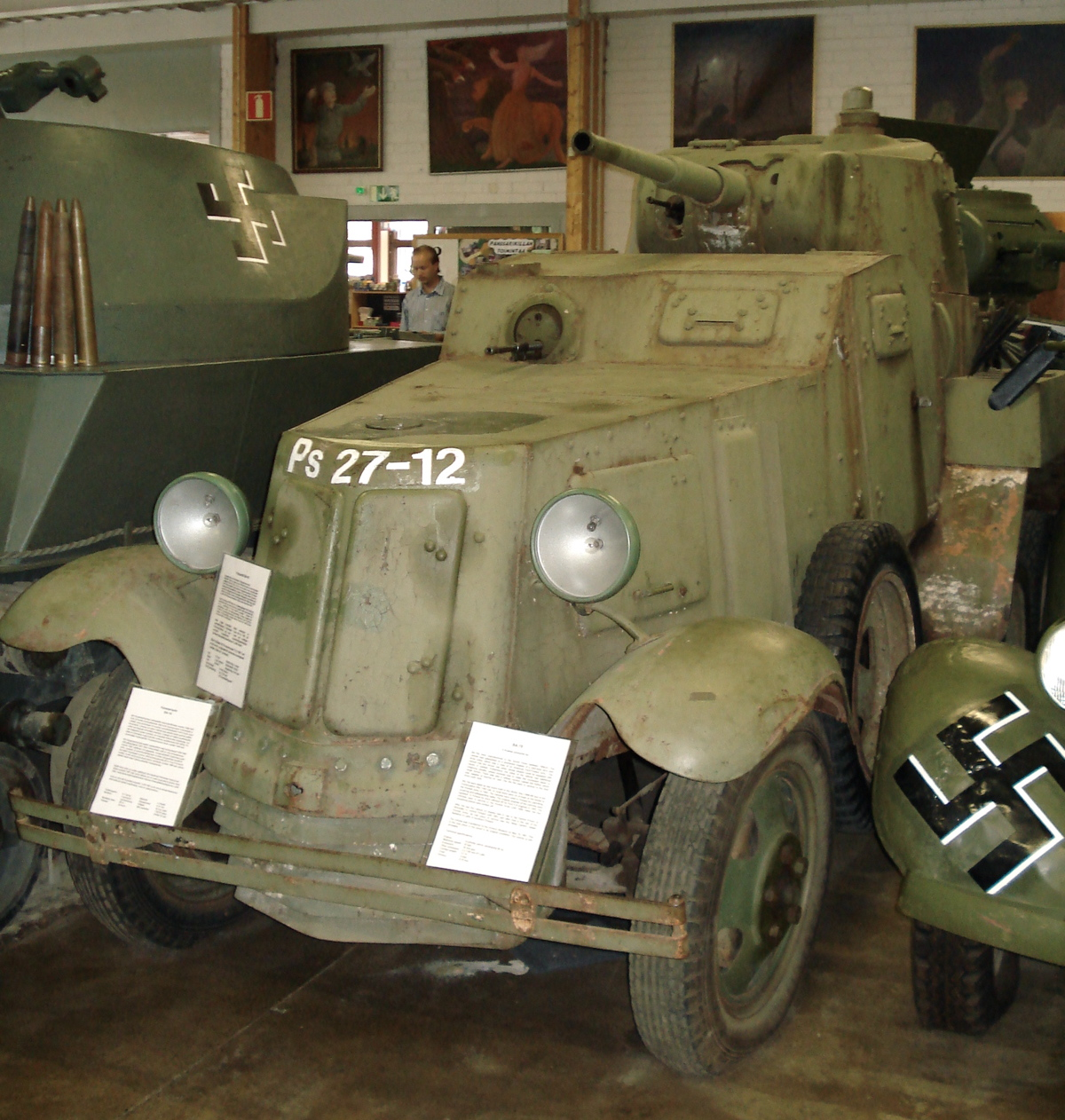
BA-10

※全てが公開されているわけではない。
戦車
- ルノー FT-17 軽戦車
- カーデン・ロイド豆戦車
- ビッカース 6トン戦車
- T-26
- T-28
- T-34/76
- T-34/85
- T-38
- T-50
- T-60
- T-70
- KV-1
- IV号戦車J型
- T-54
- T-55M
- T-72M1
- PT-76
- M4中戦車
- チャリオティア Mk VII B型
- レオパルト2A4

自走砲
- BT-42
- III号突撃砲G型
- ISU-152
- ZSU-57-2
- L-62アンティ II

装甲車両
- T-20
- BA-10
- BA-20M
- BTR-50
- BTR-60
- BTR-80
- BMP-1
- ATS-59(露語)
- ハンバー・ピッグ装甲車
- サラディン
- MT-LB
- M2ハーフトラック(英語)
- XA-180装甲兵員輸送車
- パトリアAMV及びAMOS
- フェレット

火砲
- 19-K 45mm対戦車砲
- 53-K 45mm対戦車砲
- M-42 45mm対戦車砲
- M1938 76mm山砲
- F-22 76mm野砲
- ラハティ L-39 対戦車銃
- ボフォース 37mm対戦車砲
- 3.7 cm PaK 36
- 7.5 cm PaK 97/38